# Przedmieście Świdnickie

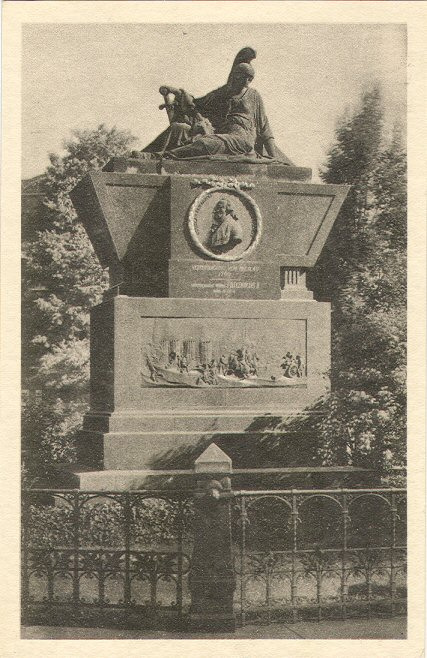
Nieistniejący monument nagrobny von Tauentziena na placu jego imienia (dziś pl. Kościuszki)

Przedmieście Świdnickie – osiedle we Wrocławiu, do 1990 (tj. do czasu likwidacji podziału miasta na dzielnice) będące częścią dzielnicy administracyjnej Stare Miasto, obok osiedla Szczepin i osiedla Stare Miasto. Po zmianach dokonanych przez Radę Miasta w roku 2006, do potrzeb ewidencyjno-wyborczych Przedmieście Świdnickie obejmuje ulice znajdujące się wewnątrz obszaru ograniczonego od południa nasypem kolejowym od stacji Wrocław Główny na zachód, od zachodu i północnego zachodu – terenami kolejowymi przy Dworcu Świebodzkim, od północy – Fosą Miejską; na wschodzie – ulicą Dworcową, której numery nieparzyste (od 1 do 31) zaliczane są do Przedmieścia Świdnickiego, a parzyste (2–32) do osiedla Przedmieście Oławskie. Przedmieście Świdnickie zamieszkane jest przez około 18 tysięcy osób (dane z lat 2006 i 2007). Nazwa „Przedmieście Świdnickie” używana jest prawie wyłącznie w dokumentach oficjalnych, nie funkcjonuje w potocznym użyciu.

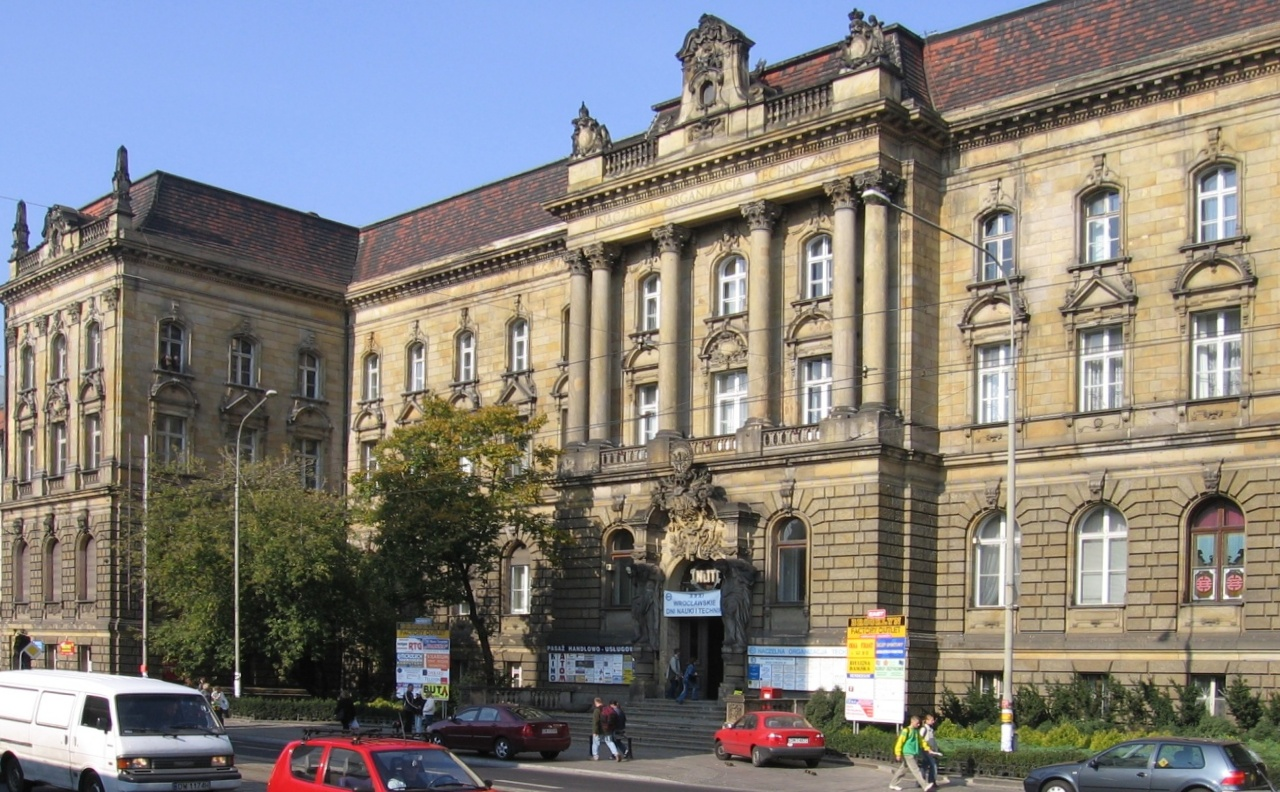
Gmach NOT przy ul. Piłsudskiego, dawniej siedziba Sejmu Śląskiego

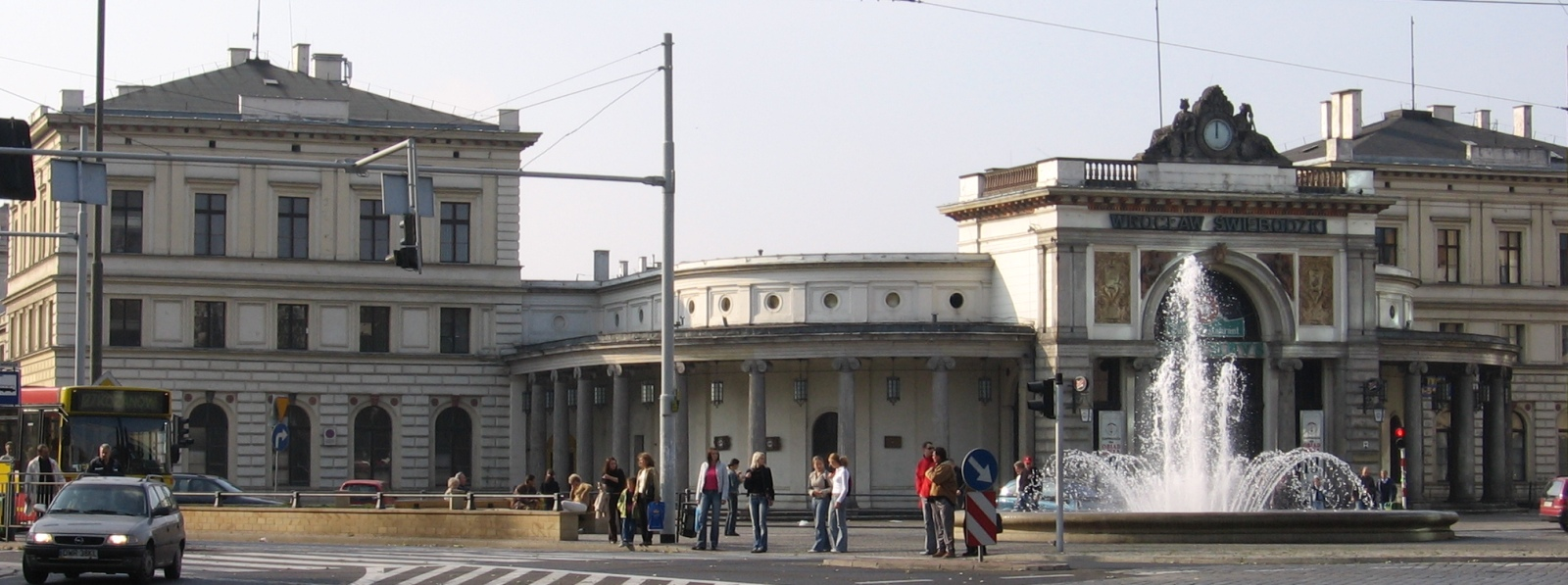
Plac Orląt Lwowskich przed dworcem Świebodzkim

## Historia
Przedmieście Świdnickie swoją historyczną nazwę (niem. Schweidnitzer Vorstadt) zawdzięcza położeniu przed Bramą Świdnicką znajdującą się w miejskich murach na trakcie z wrocławskiego Rynku do Świdnicy. W drugiej połowie XVIII wieku część podwrocławskich przedmieść (w tym Przedmieścia Świdnickiego mniej więcej do linii ówczesnych Schweidnitzer Anger, tj. Świdnickich Błoni albo Świdnickich Pastwisk, w przybliżeniu pokrywającej się z dzisiejszą ul. Piłsudskiego) włączono pod jurysdykcję miasta. Budowano tam tylko domy drewniane (zakazywano budowania konstrukcji murowanych), które w razie zbliżającego się do miasta zagrożenia obcych wojsk bezwzględnie wypalano (tak było też w listopadzie 1806, kiedy zbliżały się wojska napoleońskie), co utrudniać miało ukrycie się najeźdźców przed obserwacją i ostrzałem z miejskich murów. Do początków XIX wieku, kiedy wskutek decyzji Francuzów podjętej po kapitulacji pruskiego garnizonu we Wrocławiu przed Hieronimem Bonaparte (6 stycznia 1807) rozpoczęto burzenie fortyfikacji miejskich, wrocławskie przedmieścia, w tym Przedmieście Świdnickie, zamieszkane było przez ludność zajmującą się głównie zaopatrywaniem miasta w podstawowe artykuły spożywcze (ogrodników i drobnych hodowców). Znajduje to swe odzwierciedlenie w historycznych nazwach: wspomniane już Schweidnitzer Anger od około 1823 nazywano Gartenstraße, tj. ulicą Ogrodową (wschodni odcinek tego traktu nazywany był Angerstraße, czyli ulicą Pastwiskową).
Niespełna dwa lata po kapitulacji i po rozpoczęciu likwidacji murów ustanowiono 19 listopada 1808 we Wrocławiu nowe prawo miejskie (Städteordnung), którym włączono do miasta jego przedmieścia, w tym Przedmieście Świdnickie. Granice tego obszaru dość dokładnie pokrywały się ze współczesnymi, co wynika z faktu, iż linię kolejową, której nasyp dziś stanowi granicę południową Przedmieścia wytyczono w latach 40. XIX wieku na skraju ówczesnego miasta.
Od tego czasu rozpoczęła się stosunkowo szybka zabudowa Przedmieścia Świdnickiego miejskimi kamienicami oraz obiektami użyteczności publicznej i handlowymi. Wytyczono przedłużenie ulicy Świdnickiej i prostopadłe do niej trakty Tauentzien Straße (dziś ul. Kościuszki) i Angerstraße i Gartenstraße (dziś ul. Piłsudskiego), wyznaczono działki wzdłuż biegnącej wzdłuż fosy ulicy Podwale. Ulice te do dziś pozostają najważniejszymi osiami komunikacyjnymi w tej części miasta, wraz z będącą przedłużeniem ul. Piotra Skargi ulicą Kołłątaja, oraz ulicą Grabiszyńską, natomiast wyznaczone w XIX wieku place: Berlinerplatz (nazwa nadana po wybudowaniu dworca Świebodzkiego i dworca Marchijskiego, później przemianowany na Elferplatz), Sonnenplatz i Tauentzien Platz (Orląt Lwowskich, Legionów i Kościuszki) nadal są ważnymi węzłami komunikacyjnym.

## Obiekty
Najbardziej eksponowanymi obiektami Przedmieścia Świdnickiego są: Dworzec Główny (wybudowany w latach 1855–1857) przy ul. Piłsudskiego, gmach aresztu (dawniej więzienie) i sądów, wybudowane w latach 1845–1852 i rozbudowywane w 1881–1887 i 1930 w kwartale ulic Muzealnej, Podwale, Świebodzkiej i Sądowej, koszary 11 regimentu grenadierów im. króla Fryderyka III (wybudowane w latach 1828–1834, dziś Starostwo Powiatowe; wcześniej w tym miejscu stacjonowali kirasjerzy) przy Podwalu, Komenda Wojewódzka Policji (1925–1927) w kwartale Podwala, Muzealnej, Druckiego-Lubeckiego i Łąkowej, budynek loży masońskiej „Hermann zur Beständigkeit” (1912, dziś klub policyjny „Śnieżka”), gmach Sejmu Śląskiego (1893–1895, dziś siedziba NOT), domy handlowe Martina Schneidera (1908/1929, dziś DH „Podwale”) i Wertheim (1928, dziś DH „Renoma”) przy skrzyżowaniu Świdnickiej z Podwalem.
Nie zachowała się do dziś wybudowana w latach 1865–1872 Synagoga na Wygonie (przy Podwalu i Łąkowej), spalona podczas nocy kryształowej w 1938 i po wojnie już nie odbudowana, ani Śląskie Muzeum Sztuk Pięknych (Museum der bildenden Künste) wybudowane w latach 1875–1880 przy placu Muzealnym, uszkodzone w średnim stopniu podczas oblężenia Festung Breslau w 1945, później nieodbudowane i ostatecznie zburzone w 1962; na jego miejscu jest dziś tysiąclatka – szkoła podstawowa nr 67 (budynek szkoły przy ulicy Podwale 57). Wybudowana w 1908 hala targowa nr II (bliźniacza wobec powstałej w tym samym czasie hali targowej przy ul. Piaskowej), również uszkodzona w średnim stopniu, zburzona została w 1973 (znajdowała się na tyłach dawnej Filharmonii Wrocławskiej, w okolicach zachodniego krańca nieistniejącego już placu targowego przy ul. Zielińskiego).
Zburzone też zostały znajdujące się tu pomniki: konny cesarza Fryderyka III na placu Muzealnym przed Śląskim Muzeum Sztuk Pięknych z 1905 oraz generała Friedricha Bogislava von Tauentziena na placu Kościuszki.
Po wojennych zniszczeniach wokół placu Kościuszki powstały w latach 1954–1956 budynki mieszkalne w stylu socrealistycznym, podobne do warszawskich w Marszałkowskiej Dzielnicy Mieszkaniowej (MDM), nadano im nazwę „Kościuszkowskiej Dzielnicy Mieszkaniowej” (KDM). Natomiast wokół placu Legionów (wówczas pl. PKWN) zbudowano osiedle mieszkaniowe Plac PKWN, w tym zespół budynków mieszkalno-usługowych przy ulicy marsz. Józefa Piłsudskiego 2-10.

## Podział administracyjny Przedmieścia Świdnickiego do roku 1945
- Gabitz (dzisiejsze Gajowice)
- Kleinburg (dzisiejszy Borek)
- Kaiser-Wilhelm-Viertel (Dzielnica Cesarza Wilhelma)[6]
- Neudorf (Nowa Wieś)[6]
- Siebenhufen (Siedem Łanów)[7]
- Tauentzienviertel (Dzielnica Tauentziena)[8]